# Чертковское сельское поселение (Ростовская область)
Чертковское сельское поселение — муниципальное образование в Чертковском районе Ростовской области.
Административный центр поселения — посёлок Чертково.

## Административное устройство
В состав Чертковского сельского поселения входят:
- посёлок Чертково,
- хутор Полтава.

## Население
| 2010    | 2012    | 2013    | 2014    | 2015    | 2016    | 2017    |
| ------- | ------- | ------- | ------- | ------- | ------- | ------- |
| 11 202  | ↘10 981 | ↘10 802 | ↘10 609 | ↘10 604 | ↘10 494 | ↘10 434 |
| 2018    | 2019    | 2020    | 2021    |         |         |         |
| ↘10 381 | ↘10 231 | ↗10 236 | ↗10 310 |         |         |         |